# Tirschenreuth
Tirschenreuth (bavarski: Dirschnrad) grad je u njemačkoj saveznoj pokrajini Bavarskoj, neposredno uz granicu s Češkom. Krajem 2007. ima 9274 stanovnika.

## Gradovi partneri
- La Ville-du-Bois, Francuska, od 2001.
- Planá, Češka, od 2008.
- Santa Fe Springs, Sjedinjene Američke Države

## Vanjske poveznice
- Službena stranica (njem.)

### Ostali projekti
|  | Zajednički poslužitelj ima još gradiva o temi Tirschenreuth |